# Tycoon Conway Hall
Tycoon Conway Hall, född 11 februari 2010 i Danmark, är en dansk varmblodig travhäst som tävlade mellan 2012 och 2018. Han tränades och kördes under hela tävlingskarriären av Steen Juul, verksam vid Charlottenlund Travbane utanför Köpenhamn. Han räknas som en av de bästa dansktränade travhästarna, särskilt över sprinterdistans, under 2010-talet.
Tycoon Conway Hall började tävla i oktober 2012 och tog sin första seger i den tredje starten. Han sprang totalt in 3,7 miljoner kronor på 56 starter varav 23 segrar, 13 andraplatser och 4 tredjeplatser. Han tog karriärens största segrar i Jydsk Grand Prix (2014), Finlandialoppet (2016) och ett Sweden Cup-försök (2016). Han kom även på andra plats i Årjängs Stora Sprinterlopp (2016). Den 11 oktober 2018 meddelade tränare Steen Juul att han slutar tävla.